# Seven Lines
Seven Lines – wydany w 2013 roku koncertowy album polskiego zespołu Hera z udziałem amerykańskiego perkusisty Hamida Drake'a. Koncert miał miejsce 1 listopada 2012 roku w ramach krakowskiego festiwalu Krakowska Jesień Jazzowa w Centrum Sztuki Techniki Maangha.

## Recenzje
W napisanej dla portalu jazzarium.pl recenzji albumu Maciej Karłowski określił go jako płytę, "która, jeśli nie znajdzie się w gronie absolutnie najważniejszych pozycji w tym roku wydawniczym i nie zostanie doceniona, to będzie to jakaś kosmiczna niesprawiedliwość i chyba objaw prawdziwie zbiorowej złej woli."
Na znanym blogu Free Jazz Collective płyta Hery została wybrana płytą miesiąca. W jej recenzji Martin Schray napisał, że płyta zawiera elementy polskiego folkloru, muzyki żydowskiej, muzyki Dalekiego Wschodu, bluesa, muzyki afrykańskiej oraz free jazzu. Podobnie jak Karłowski, określił on muzykę Hery jako transową.

## Lista utworów
| 1. | "Sounds of Balochistan"                                                         | 15:45   |
|    | - kompozycja Wacława Zimpla oparta o riff z Beludżystanu                        |         |
| 2. | "Roofs of Kyoto"                                                                | 17:42   |
|    | - aranżacja Wacław Zimpel w oparciu o melodię japońskiej tradycji gagaku        |         |
| 3. | "Temples of Tibet"                                                              | 15:01   |
|    | - modlitwa tybetańska z melodią Hamida Drake'a                                  |         |
| 4. | "Afterimages"                                                                   | 17:32   |
|    | - kompozycja Wacława Zimpla                                                     |         |
| 5. | "Recalling Russia"                                                              | 3:43    |
|    | - improwizacja na temat tradycyjnej pieśni rosyjskiej "Och da usz ty da li czo" |         |
|    |                                                                                 | 1:09:43 |
|    |                                                                                 |         |

## Muzycy
- Wacław Zimpel - klarnet, klarnet altowy, fisharmonia
- Paweł Postaremczak - saksofon tenorowy, saksofon sopranowy, fisharmonia
- Maciej Cierliński - lira korbowa
- Raphael Rogiński - gitara elektryczna
- Ksawery Wójciński - kontrabas
- Paweł Szpura - perkusja
- Hamid Drake - perkusja, bęben obręczowy, głos